# Un hôte inquiétant
Un hôte inquiétant est une nouvelle d’Anton Tchekhov, publiée en 1886.

## Historique
Un hôte inquiétant est initialement publiée dans la revue russe Le Journal de Pétersbourg, numéro 190, du 14 juin 1886, sous le pseudonyme de "A.Tchékhonté". La nouvelle a aussi été traduite en français sous le titre Un hôte agité.

## Résumé
Artiom, un forestier famélique, accueille un soir dans sa misérable cabane un chasseur de passage. Dehors, c’est l’ouragan. Les deux hommes discutent, et Artiom raconte au chasseur le malheur d’avoir un logis sur un chemin passant : il est sans cesse importuné par de mauvaises gens, on lui vole son pain, on le menace, et lui qui est frêle, il ne peut même pas se défendre. Cela fait trente ans qu'il vit ainsi.
Soudain, on entend une voix au dehors qui appelle au secours. Le chasseur veut lui venir en aide et qu’Artiom l’accompagne, mais ce dernier refuse. Il a peur. Le chasseur y va alors seul en maudissant Artiom. Lorsqu'il revient, il se moque de lui et décide qu’il ne peut pas rester dans cet endroit qui ne lui inspire que du dégoût.

## Édition française
- Un hôte inquiétant, traduit par Madeleine Durand et Édouard Parayre, révision de Lily Dennis, éditions Gallimard, Bibliothèque de la Pléiade, 1967  (ISBN 978 2 07 0105 49 6).